# Сергеј Кљугин
Сергеј Петрович Кљугин  (рус. Сергей Петрович Клюгин; Кинешма, СССР, 24. март 1974) је руски атлетичар, чија је специјалност скок увис.

## Значајнији резултати
| Година | Такмичење                       | Град                 | Плас. | Рез. |
| ------ | ------------------------------- | -------------------- | ----- | ---- |
| 1997   | Светско првенство на отвореном  | Атина, Грчка         | 11    | 2,29 |
| 1998   | Европско првенство на отвореном | Будимпешта, Мађарска | 3     | 2,32 |
| 2000   | Олимпијске игре                 | Сиднеј, Аустралија   | 1     | 2,35 |
| 2001   | Светско првенство на отвореном  | Едмонтон, Канада     | 4     | 2,30 |

Каријеру је завршио 2007. Од маја 2008. ради као тренер. Међу његовим ученицима су првак Русије Иван Ухов и његова супруга Викторија Кљугина.